# Cykl witaminy K

Cykl witaminy K

Cykl witaminy K – cykl reakcji zachodzących w wątrobie, który prowadzi do regeneracji zredukowanej witaminy K w organizmie.
Karboksylaza zależna od witaminy K zużywa w siateczce śródplazmatycznej hydrochinonową (zredukowaną) postać witaminy K przekształcając ją w 2,3-epoksyd. Ten w siateczce śródplazmatycznej hepatocytów ulega przekształceniu do postaci chinonowej witaminy K w reakcji katalizowanej przez reduktazę 2,3-epoksydową w obecności kofaktora ditiolowego (reakcja wrażliwa na hamujący wpływ pochodnych dikumarolu, takich jak warfaryna). Kolejna konwersja do hydrochinonu przez NADPH i reduktazę witaminy K zamyka cykl regeneracji akywnej postaci witaminy K.